# Selenicereus spinulosus
Selenicereus spinulosus (DC.) Britton & Rose es una especie de planta fanerógama de la familia Cactaceae.

## Distribución
Es endémica de Chiapas, Hidalgo, Oaxaca, San Luis Potosí y Veracruz-Llave en México y Estados Unidos en Texas. Es una especie rara en la vida silvestre.

## Descripción
Es una planta  perenne carnosa angulada con tallos armados de espinas, de color verde y con las flores de color rosa y blanco.

## Sinonimia
- Cereus spinulosus
- Selenicereus pseudospinulosus